# Шелоховская
Шелоховская (Арха́нгело) — деревня Каргопольского района Архангельской области. Административный центр Приозёрного сельского поселения.

## География
Деревня Шелоховская расположена в 54 км от Каргополя по пути в Конёво и Плесецк, в излучине реки Онеги.

## Население
| 2002 | 2009 | 2010 | 2012 |
| ---- | ---- | ---- | ---- |
| 590  | ↘538 | ↘521 | ↗560 |

Население деревни, по данным Всероссийской переписи населения 2010 года, составляет 521 человек. В 2009 году в деревне проживало 538 человек.

## Достопримечательности
На левом берегу в 200 метрах от реки стоят 2 церкви — Архангела Михаила (1715) и Сретенская (1803).
Первая уникальна тем, что завершена кубоватой кровлей, известной только в Поонежье и на прионежском берегу Белого моря. На кубе стоит традиционное пятиглавие. Апсида перекрыта бочкой. Сретенская церковь имеет шлемовидную кровлю с завершением главкой. Вероятнее всего, Архангельская церковь повторяет формой более древнюю, стоявшую на этом же месте.
Церковь Пахомия Кенского (2016), построенная по традиционным канонам русского деревянного зодчества.
Курная (рудная) изба - центр традиционной культуры.

## История
18 мая 1889 года возле моста в селе Архангело погибла лодка с 16 соловецкими богомольцами.

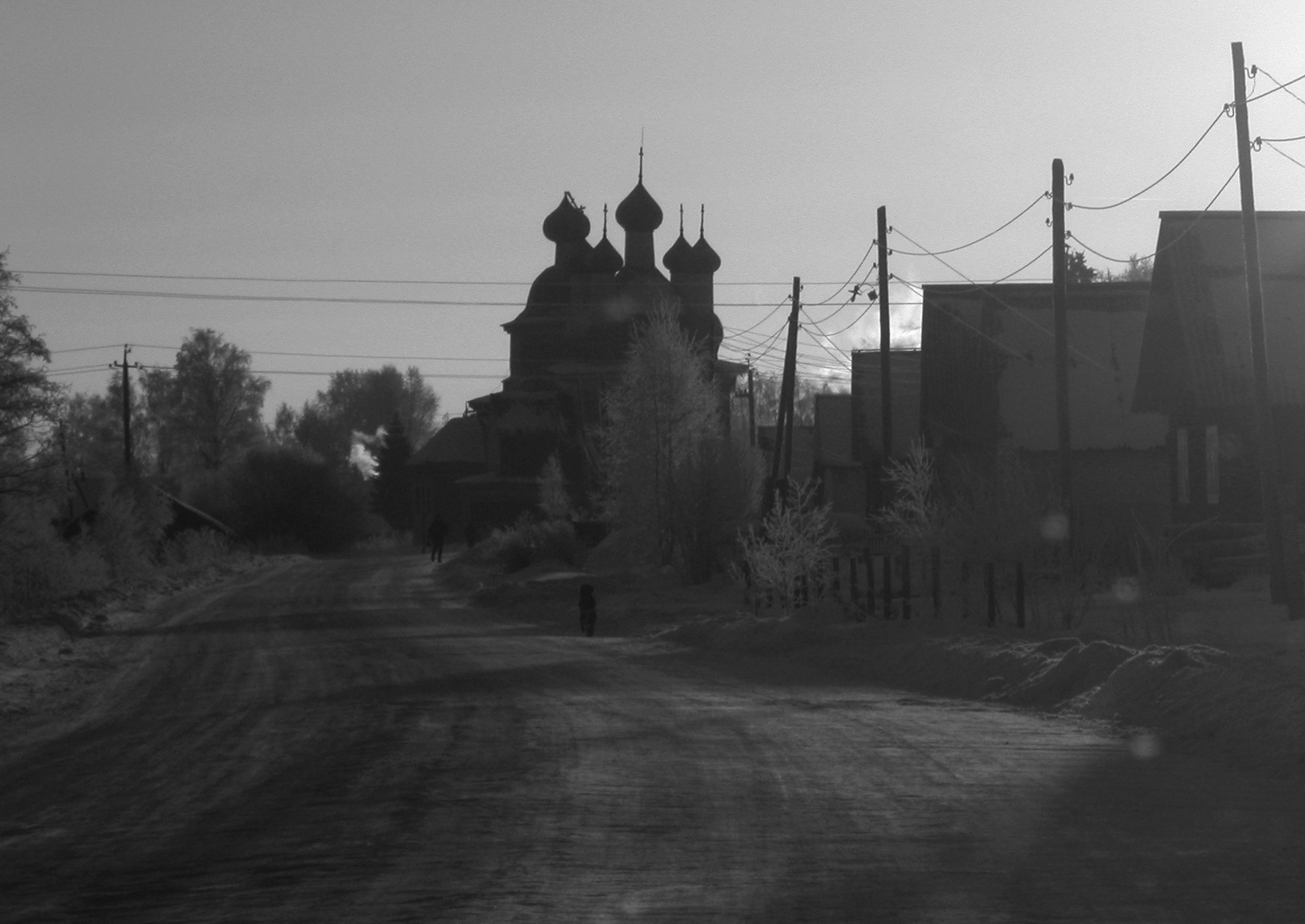
Дорога к храмовому комплексу
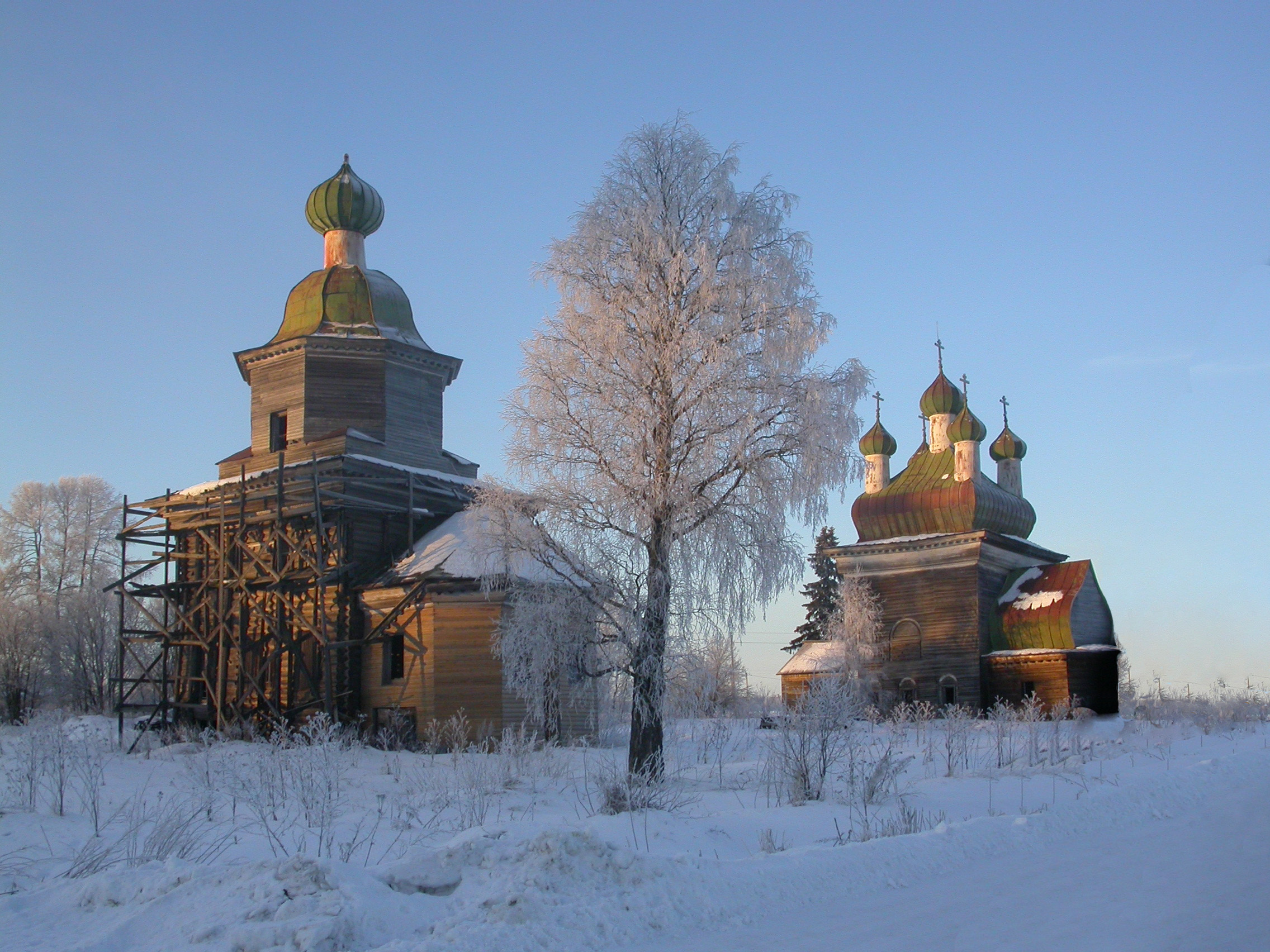
Тройка: берёза и 2 храма
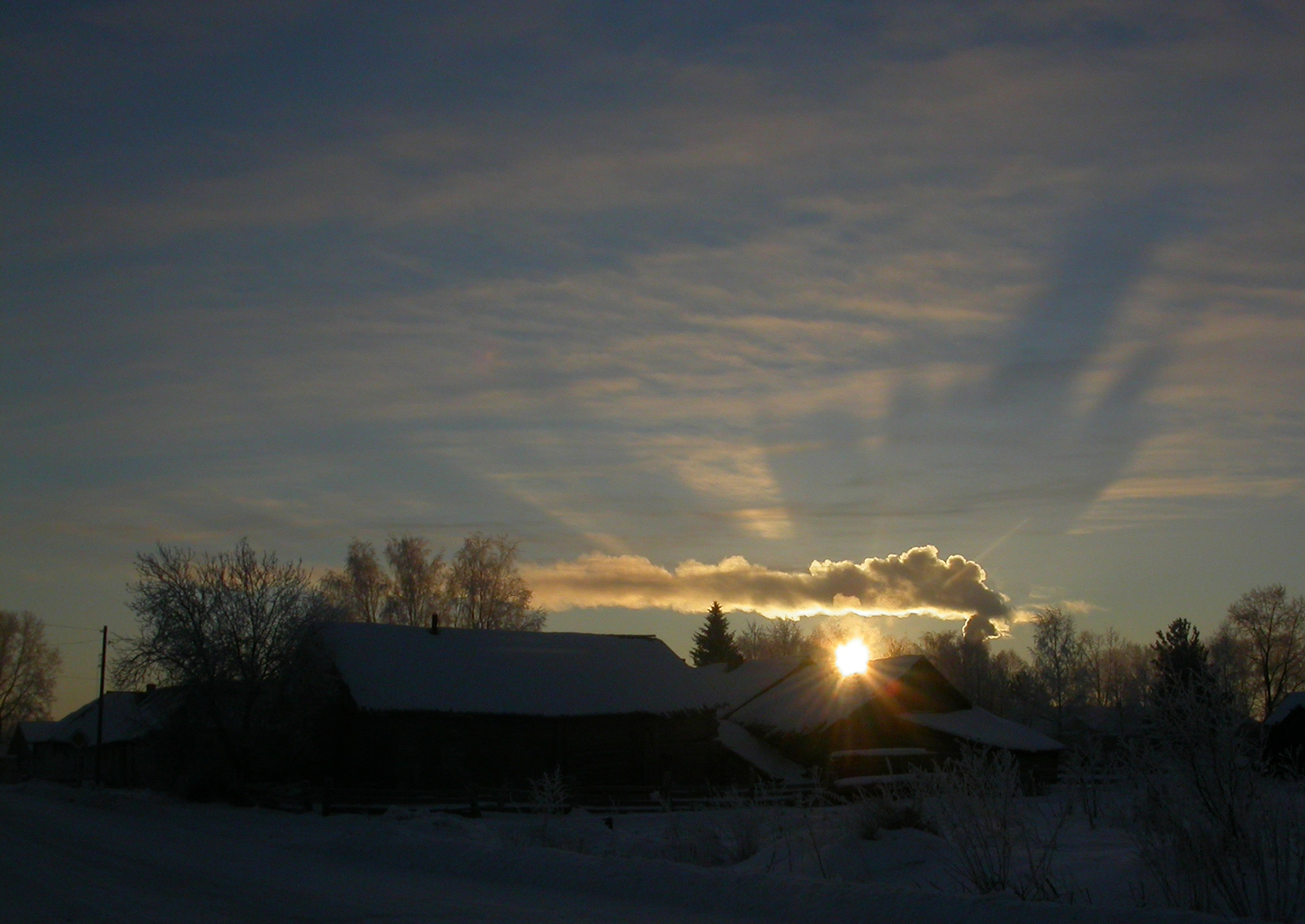
Закат
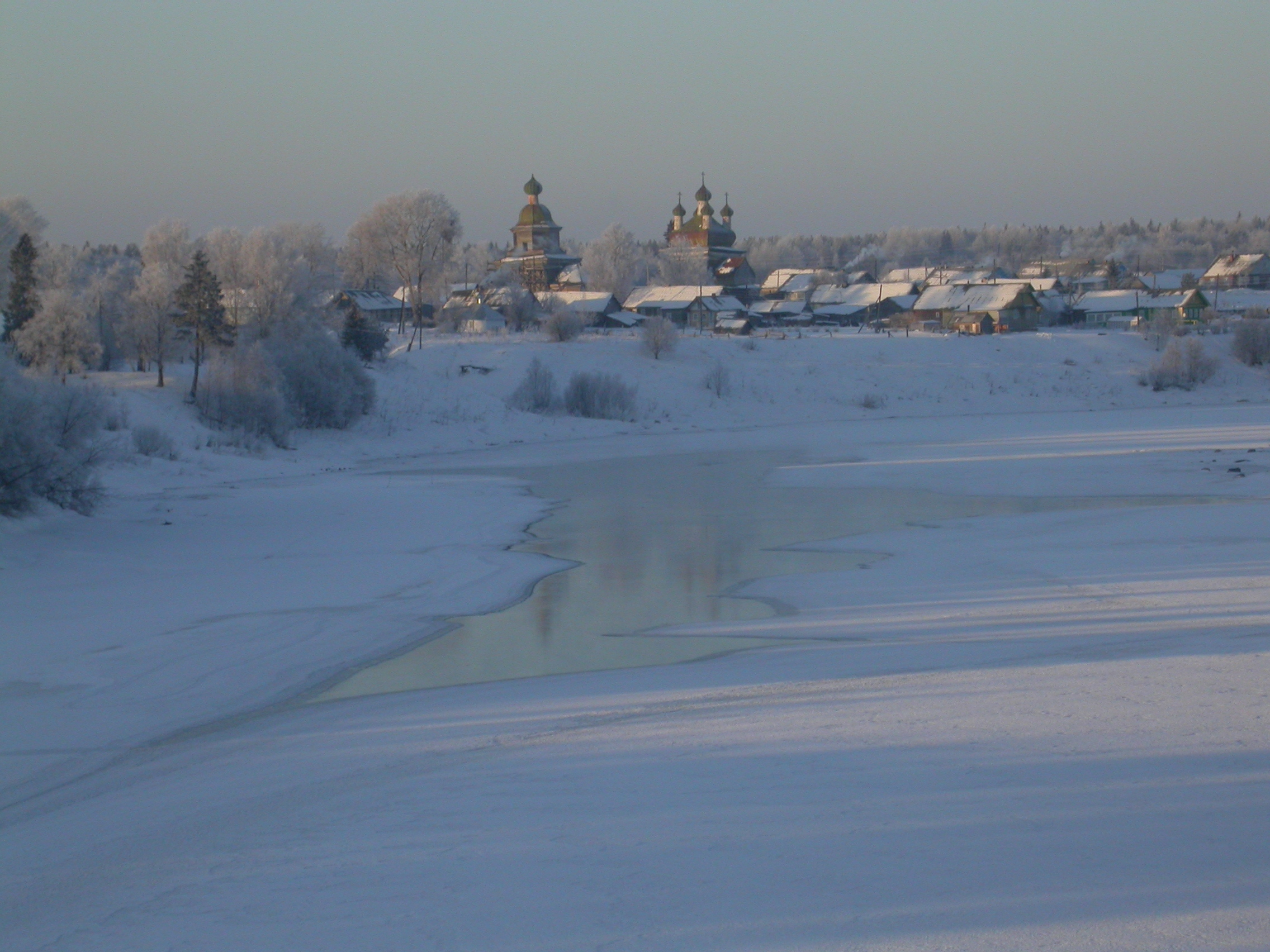
Меандр
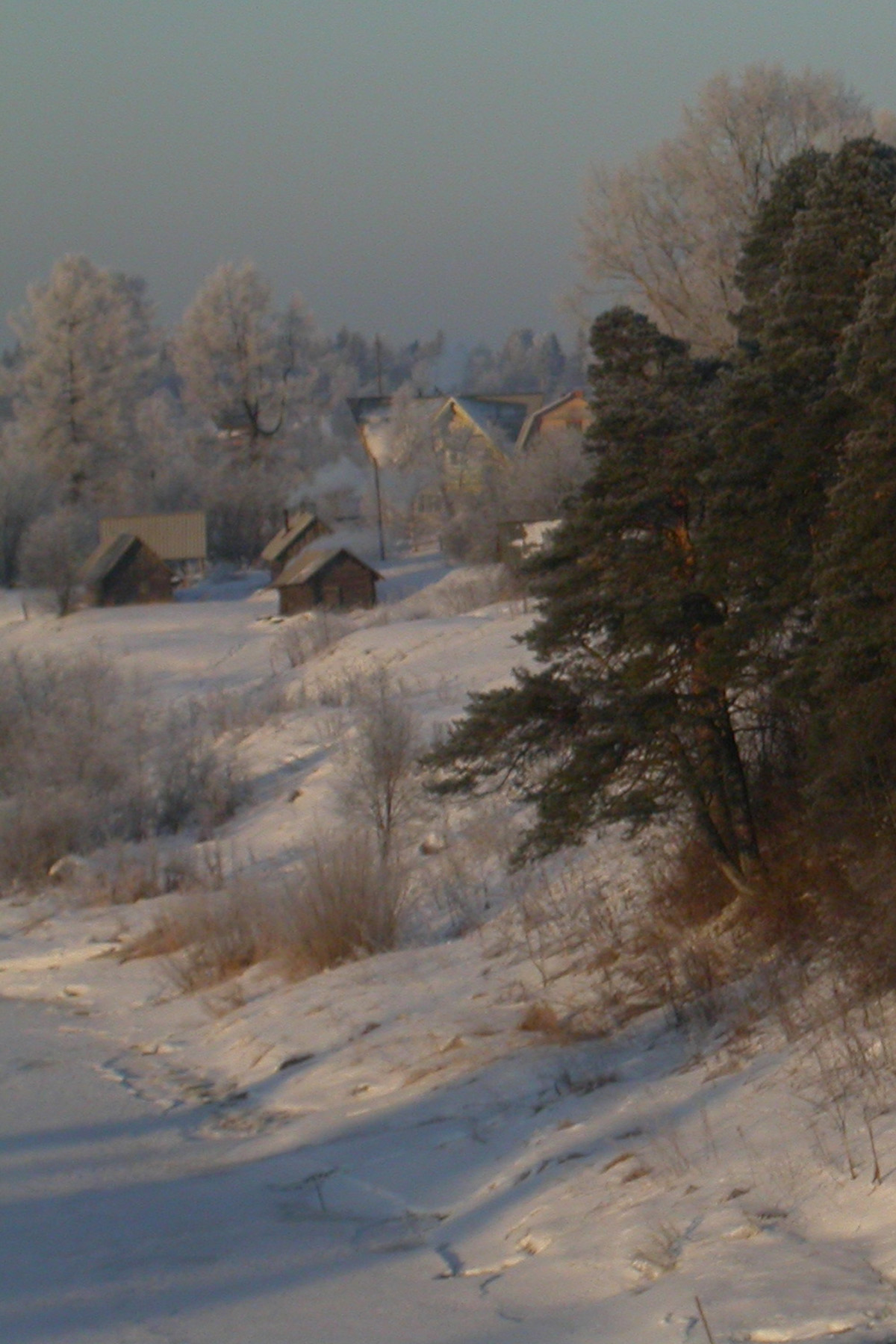
Берег реки Онега